# Лянцкоронский, Самуил
Самуил Лянцкоронский из Бжезья (1579—1638) — польский магнат, дворянин королевский (1616), каштелян вислицкий (1618—1634) и сондецкий (1634—1638), староста малогощский (1618), владелец Водзислава.

## Биография
Представитель польского шляхетского рода Лянцкоронских герба «Задора». Сын Иеронима на Водзиславе Лянцкоронского (ум. ок. 1605), ловчего сандомирского, и Анны Дрогичинской (ум. после 1605), племянник каштеляна малогощского Кшиштофа Лянцкоронского.

## Карьера
Получил начальное образование в родном доме, в котором особое внимание уделялось науке. Воспитывался в духе кальвинизма, после рокоша Зебжидовского перешёл в католицизм.
В 1616 году Самуил Лянцкоронский стал дворянином польского короля Сигизмунда III Вазы. В 1618 году получил от короля должности каштеляна вислицкого и старосты малогощского.
В 1621 году Самуил Лянцкоронский выехал в Италию, где стал учиться в Падуанском университете. Однако в том же самом году прибыл во Львов, где собиралось посполитое рушение (дворянское ополчение) для войны против Османской империи.
В 1621 году с разрешения Самуила Лянцкоронского в Водзиславе началось строительстве нового каменного костёла св. Мартина. В подвале костёла был создан семейный некрополь Лянцкоронских.

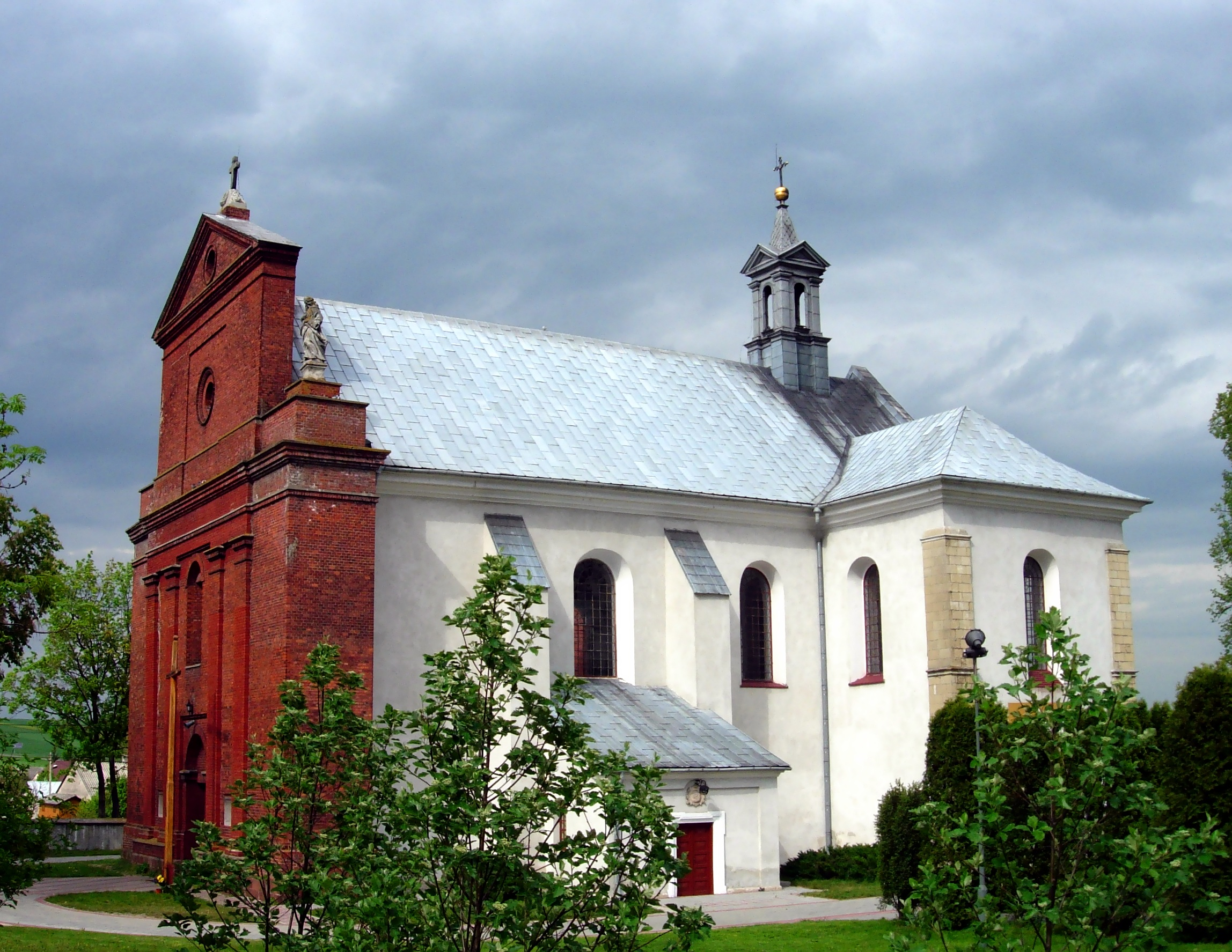
Костёл св. Мартина в Водзиславе

В 1624 году он получил для своей жены права на наследственное владение малогощским староством. Его жена София Фирлей стала основательницей Братства Святого Розария в Водзиславе.
В 1632 году Самуил Лянцкоронский был избран послом (депутатом) на элекционный сейм, где поддержал кандидатуру королевича Владислава Вазы на польский королевский трон. В том же году был послом от Сандомирского воеводства на сейм, где участвовал в избрании Владислава IV на польский престол. В том же году получил опеку над детьми своего двоюродного брата Збигнева Лянцкоронского (ум. 1619), подкомория сандомирского.
В 1637 году вёл судебный процесс с пробстом малогощским. 16 апреля 1638 года получил от короля должность каштеляна сондецкого.
В том же 1638 году Самуил Лянцкоронский скончался в возрасте 59 лет.

## Семья и дети
В 1611 году женился на Софии Фирлей (ум. 1645), дочери подскарбия великого коронного Яна Фирлея (ум. 1614) и Гертруды Опалинской (1569—1602). Их дети:
- Веспасиан Лянцкоронский (ум. 1677), ксендз, иезуит, секретарь королевский (1645), каноник сандомирский (1659), кустош сандомирский, епископ каменецкий (1670—1677)
- Збигнев Ян Лянцкоронский (ум. 1678), секретарь королевский, пробст водзиславский (1642), малогощский и сендзишувский, каноник познанский (1665), краковский (1674) и плоцкий
- Станислав Лянцкоронский (ум. 1650), староста малогощский (1638), бездетен
- Зигмунд Лянцкоронский (ум. после 1644)
- Прежбор Лянцкоронский (ум. 1649)
- Пакослав Казимир Лянцкоронский (ум. 1702), дворянин королевский (1655), подстолий краковский (1672), полковник королевский, потом ксендз, пробст освенцимский (1682), кустош коронного скарба (1685), каноник краковский (1691)
- Катаржина Лянцкоронская, муж — Ян Луговский
- Ядвига Лянцкоронская, муж — воевода любельский Пётр Александр Тарло (ум. 1649)